# SV Excelsior
Pour les articles homonymes, voir Excelsior.
Le SV Excelsior est un club surinamien de football fondé le 16 juillet 1993.

## Palmarès
- Coupe du Suriname  (1) 
  - Vainqueur : 2010
  - Finaliste : 2012

- Supercoupe du Suriname
  - Finaliste : 2010